# Farligt venskab
Farligt venskab er en dansk science fiction-film fra 1995 instrueret af Jørn Faurschou, der også har skrevet manuskript med Thorstein Thomsen efter sidstnævntes roman Drengen uden krop, der udkom i 1993.

## Medvirkende
- Ulf Pilgaard som Per Wahlin
- Morten Schaffalitzky som Jonas Kant
- Kenn Godske som Teis
- Helle Fagralid som Lina
- Lars Lippert som Simon
- Anne Werner Thomsen som Grethe Wahlin
- Charlotte Sieling som Jonas' mor
- Peter Hesse Overgaard som Jonas' far
- Grethe Holmer som Vibeke
- Jørn Faurschou som Teis' far
- Kirsten Olesen som Læge
- Lisbet Lundquist som Teis' mor
- Kristian Halken som Linas far
- Asger Reher som Træner
- Jannie Faurschou som Bankassistent
- Stephania Potalivo som Jonas Kants lillesøster

## Soundtrack
1. Big Fat Snake: "Back Into Your Eyes Dialogue"
2. Dialogue
3. Michael Learns to Rock: "That's Why (You Go Away)"
4. Dialogue
5. Cut'N'Move: "I'm Alive"
6. Me & My: "Dub-I-Dub" (MG Radio Mix)
7. Dialogue
8. Big Fat Snake: "All Along the Watchtower"
9. Dialogue
10. Hotel Hunger: "Sitting In A Room"
11. Dialogue
12. The Sandmen: "Long Leg Sally"
13. Dialogue
14. Dizzy Mizz Lizzy: "'67 Seas in Your Eyes"
15. Dialogue
16. Strawberry Slaughterhouse: "Strawberries For Everybody"
17. Dialogue
18. D:A:D: "Unowned"
19. "Farligt Venskab Tema"
20. "Kærlighedens Tema"
21. "Døden"